# Vòng loại Giải vô địch bóng đá nữ thế giới 1999
Vòng loại Giải vô địch bóng đá nữ thế giới 1999 chứng kiến 67 đội tuyển từ sáu liên đoàn thành viên FIFA tranh tài để chọn ra 16 suất tại vòng chung kết. Các suất được phân ra như sau:
- Châu Phi - CAF: 2
- Châu Á - AFC: 3
- Châu Âu - UEFA: 6
- Bắc, Trung Mỹ & Caribe - CONCACAF: 2,5 (Hoa Kỳ, đội chủ nhà được vào thẳng)
- Châu Đại Dương - OFC: 1
- Nam Mỹ - CONMEBOL: 1,5

## Các đội vượt qua vòng loại
| - Châu Phi (CAF) - Nigeria - Ghana - Châu Á (AFC) - CHDCND Triều Tiên - Trung Quốc - Nhật Bản - Nam Mỹ (CONMEBOL) - Brasil - Châu Đại Dương (OFC) - Úc | - Châu Âu (UEFA) - Đan Mạch - Đức - Nga - Na Uy - Thụy Điển - Ý - Bắc, Trung Mỹ & Caribe (CONCACAF) - Canada - Hoa Kỳ - México |

## Các khu vực

### Châu Phi
Vượt qua vòng loại:  Nigeria –  Ghana
Nigeria và Ghana vượt qua vòng loại sau khi lọt vào chung kết Giải vô địch bóng đá nữ châu Phi 1998.

### Châu Á
Vượt qua vòng loại:  Trung Quốc –  Nhật Bản –  CHDCND Triều Tiên
Ba đội tuyển lọt vào vòng chung kết là ba đội đứng đầu Giải vô địch bóng đá nữ châu Á 1997.

### Châu Âu
Vượt qua vòng loại:  Thụy Điển –  Nga –  Đức –  Na Uy –  Đan Mạch –  Ý
16 đội hạng A của bóng đá nữ châu Âu được chia làm bốn bảng, trong đó bốn đội đầu bảng được dự World Cup. Bốn đội nhì được phân làm hai cặp thi đấu hai lượt đi và về, hai đội thắng sẽ đi tiếp.

### Bắc, Trung Mỹ và Caribe
Vượt qua vòng loại:  Hoa Kỳ –  Canada –  México
Đội vô địch Giải vô địch bóng đá nữ CONCACAF 1998 là Canada lọt vào vòng chung kết. Đội á quân México giành suất thứ hai sau loạt trận tranh vé vớt với đội nhì khu vực CONMEBOL – đội tuyển Argentina. Đội tuyển Hoa Kỳ vào thẳng với tư cách chủ nhà.

### Châu Đại Dương
Vượt qua vòng loại:  Úc
Úc, đội vô địch Giải vô địch bóng đá nữ châu Đại Dương 1998, đại diện cho OFC tham dự World Cup.

### Nam Mỹ
Vượt qua vòng loại:  Brasil
Brasil là đại diện của khu vực Nam Mỹ sau khi giành ngôi hậu tại Giải vô địch bóng đá nữ Nam Mỹ 1998.

## Play-off
Các đội á quân vòng loại khu vực CONMEBOL và CONCACAF tranh suất cuối cùng dự vòng chung kết.
| México | 3–1 | Argentina |
| ------ | --- | --------- |
|        |     |           |

| Argentina | 2–3 | México |
| --------- | --- | ------ |
|           |     |        |